# رود فاني
رود فاني (بالفرنسية: Rod Fanni)‏ (مواليد 6 ديسمبر 1981 في مارتيجويس - فرنسا) لاعب كرة قدم فرنسي يلعب حاليا لصالح نادي الدرجة الأولى مرسيليا الفرنسي منذ 2010 في مركز الظهير الأيمن .

## روابط خارجية
- رود فاني على موقع رابطة كرة القدم الفرنسية للمحترفين (الإنجليزية)
- رود فاني على موقع الدوري الأمريكي (الإنجليزية)
- رود فاني على موقع إي إس بي إن إف سي (الإنجليزية)
- رود فاني على موقع قاعدة بيانات كرة القدم.إي يو (الإنجليزية)
- رود فاني على موقع ليكيب (الفرنسية)
- رود فاني على موقع ناشيونال فوتبول تيمز (الإنجليزية)
- رود فاني على موقع Soccerbase.com (لاعب) (الإنجليزية)
- رود فاني على موقع Soccerway.com (الإنجليزية)
- رود فاني على موقع عالم كرة القدم.نت (الإنجليزية)
- رود فاني على موقع كووورة